# 王時中 (弘治庚戌進士)
王時中（1466年—1542年），字道夫，號海山，山東承宣布政使司登州府黃縣（今山東省龍口市）人，明朝政治人物，弘治庚戌進士，累官兵部尚書、刑部尚書。

## 生平
成化二十二年（1486年）丙午科山東鄉試第二十九名舉人，弘治三年（1490年）庚戌科會試第一百二十六名，廷試三甲第六十五名進士。授鄢陵縣知縣。升陕西道试監察御史，丁憂歸，服闋，十四年（1501年）三月復除貴州道御史，督察畿輔馬政。
正德初年，請革近畿皇莊，不報。吏部尚書馬文升致仕，朝廷官員都希望劉大夏、閔珪繼任。王時中則詆毀閔珪和媚，劉大夏昏耄。兩人遂各求退，焦芳遂得此職位，眾人都指責王時中的錯過。此後出按宣府、大同，逮捕武職貪污者百餘人，為東廠太監丘聚所奏。劉瑾逮捕王時中下詔獄，荷重枷於都察院門。當時王時中正病重，其妻子看望時，遇到都御史劉宇，大哭且詬罵。劉宇不得已而向劉瑾求情，最後釋放，謫戍鐵嶺衞。劉瑾被誅，正德五年（1510年）十一月起用為四川副使，十年七月遷湖廣按察使。正德十二年四月，以右僉都御史巡撫寧夏。
明世宗繼位，十六年（1621年）五月召為右副都御史，协理院事。父喪丁憂，除服，嘉靖三年（1524年）二月起用故職。四年五月升任兵部右侍郎，五年七月晋左侍郎，十月代李鉞為兵部尚書。因敘薊州平盜功，濫及通州守備鄢祐，為言官李鶴鳴等所彈劾。王時中乞休，繼續被給事中劉世揚等彈劾，嘉靖七年閏十月令回籍听勘。嘉靖十年四月，起復為兵部尚書。九月調任刑部尚書。十二年二月坐論御史馮恩獄，落職閒住。嘉靖丙申遇赦，復官致仕。嘉靖二十一年正月卒于家，賜祭葬。

## 家族
曾祖王昇；祖父王璉，知縣；父王鑽，衛經歷。母秦氏。重庆下。

## 延伸阅读
[在维基数据编辑]
 《國朝獻徵錄·卷之四十五》，出自焦竑《國朝獻徵錄》
 《明史卷二百〇二》，出自《明史》

| 官衔          | 官衔                       | 官衔          |
| ------------- | -------------------------- | ------------- |
| 前任： 李鉞   | 明朝兵部尚書 1526年-1528年 | 繼任： 李承勛 |
| 前任： 李承勛 | 明朝兵部尚書 1531年        | 繼任： 王憲   |
| 前任： 許讚   | 明朝刑部尚書 1531年-1533年 | 繼任： 聂贤   |